# Mixorthezia elegans
Mixorthezia elegans är en insektsart som beskrevs av Konczné Benedicty och Kozár in Kozár 2004. Mixorthezia elegans ingår i släktet Mixorthezia och familjen vaxsköldlöss.
Artens utbredningsområde är Bolivia. Inga underarter finns listade i Catalogue of Life.